# 미란다 탭셀
미란다 탭셀(Miranda Tapsell, 1988년 ~ )은 오스트레일리아의 배우이다. 오스트레일리아 토착민‏ 혈통을 갖고 있다.

## 출연 작품
- 드라이 - 리타 라코 역